# Establiments dels Rius del Sud
Els Establiments dels Rius del Sud (en francès Rivières du Sud, en anglès: Southern Rivers) fou una divisió colonial francesa a l'Àfrica de l'oest, més o menys corresponent a seccions costaneres modernes de Guinea. Mentre que la denominació fou utilitzada des del segle xviii al XX, la divisió administrativa només va existir de 1849 a 1882 com a protectorat i de 1882 a 1891 com a territori.

## Ús inicial
Des del segle xviii, comerciants portuguesos, britànics i francesos havien establert estacions petites a la costa del que es va anomenar Rivières du Sud pels francesos (al sud del riu Senegal). Els portuguesos van tenir estacions comercials a Rio Pongo i Rio Núñez, majoritàriament per la compra d'esclaus africans capturats a l'interior i portats a la costa. Subsegüentment un nombre de comerciants anglesos i americans també es van establir a la regió. Amb l'establiment de Sierra Leone per abolicionistes britànics, aquesta àrea va atreure la seva atenció, ja que la Societat Missionera Cristiana (Christian Missionary Society), buscava promoure el cristianisme junt amb oportunitats comercials. Vers el 1820 la supressió britànica del comerç d'esclaus i la decadència portuguesa van propiciar que aquests llocs abandonats fossin ocupats per comerciants britànics i francesos procedents d'altres llocs. L'almirall francès Bouët-Willaumez va fer un nombre de tractats amb les comunitats costaneres a l'àrea (normalment sota l'amenaça de força), i va assegurar als comerciants marsellesos l'accés exclusiu al comerç d'oli del palma el 1849. Utilitzat per fer sabó, el comerç d'oli del palma es feia amb els comerciants dioles que van establir mercats a l'interior i el va transportar a les estacions costaneres. Els protectorats van formar part dels Establiments Francesos de la Costa d'Or (dins de la colònia dels Establiments Francesos del Gabon)

## Expansió administrativa
El governador colonial francès del Senegal Louis Faidherbe a la meitat dels anys 1850 va formalitzar l'estructura colonial del que foren anomenats els Establiments dels Rius del Sud. El 1854 els ports de Guinea van ser col·locats sota control d'administració naval i segregats de l'administració colonial de Saint-Louis, Senegal, dins de la nova colònia de Gorée i dependències sota el comandant naval suprem de Gabon, que substituïa a la colònia dels Establiments francesos de la Cote d'Or i del Gabon.
El 1859, les campanyes de Faidherbe conquerint la costa al sud de Dakar va suposar el reintegrament de Gorée a la colònia del Senegal així com els Establiments dels Rius del Sud que foren considerats part del districte de Gorée. Els Rius del Sud s'havien ampliat i es referien ara a tota la regió entre els regnes de Sine i Saloum fins a la frontera de Sierra Leone, incloent per tant la regió del riu Casamance i tota la costa de la moderna Guinea excepte Rio Pongo on Alemanya reclamava drets.
El 1865 es va construir un fort a Boké a l'àrea de Rio Núñez, expandint la principal població sota control francès, Conakry. Poc després d'això, Bayol va ser declarat també un protectorat. L'àrea de Rio Pongo va ser adquirida per França a Alemanya a canvi dels drets francesos sobre Porto-Seguro i Petit Popo a la costa de Togo. Els britànics van reconèixer formalment el control francès de la regió i finalment la zona fou segregada del Senegal i es va crear el 1882 una divisió administrativa sota el nom de Territori dels Rius del Sud.